# Кримскотатарски музей на културно-историческото наследство
Кримскотатарският музей на културно-историческото наследство (на кримскотатарски: Qırımtatar medeniy-tarihiy miras müzeyi, Къырымтатар медений-тарихий мирас музейи, на руски: Крымскотатарский музей культурно-исторического наследия, на украински: Кримськотатарський музей культурно-історичної спадщини), Кримскотатарски музей на изкуствата до 2015 г., е музей в град Симферопол, основан през 1992 г.
Той е център за културна, образователна, научно–методическа работа, осъществяващ придобиване, съхранение, изучаване и популяризиране на исторически паметници на материална и духовна култура на автохтонното население на полуостров Крим. Музейната колекция включва повече от 10 000 художествени и културни ценности на кримските татари, включително редки парчета бижута, образци на дрехи, бродерии и тъкани, графика и картини на предвоенни и съвременни кримски художници и скулптурни произведения. Директор на музея е Сафие Люмановна Еминова.

## История
Музеят е основан през 1992 г. като Кримскотатарска национална галерия, по инициатива на обществената организация – Координационен център за възраждане на кримскотатарска култура, при активното участие на Асоциацията на кримскотатарските художници, Републиканската комисия по междуетническите отношения и депортираните граждани и Симферополския художествен музей. През юли 1995 г. попада в структурата на Републиканската кримскотатарска библиотека „И. Гаспирински“ и е преименуван в Музей на изящните изкуства на кримските татари като отдел, който през 1998 г. е преобразуван в клон на библиотеката и е наречен Кримскотатарски музей на изкуствата. От 2015 г. носи настоящето си име.